# Theroon van Akragas

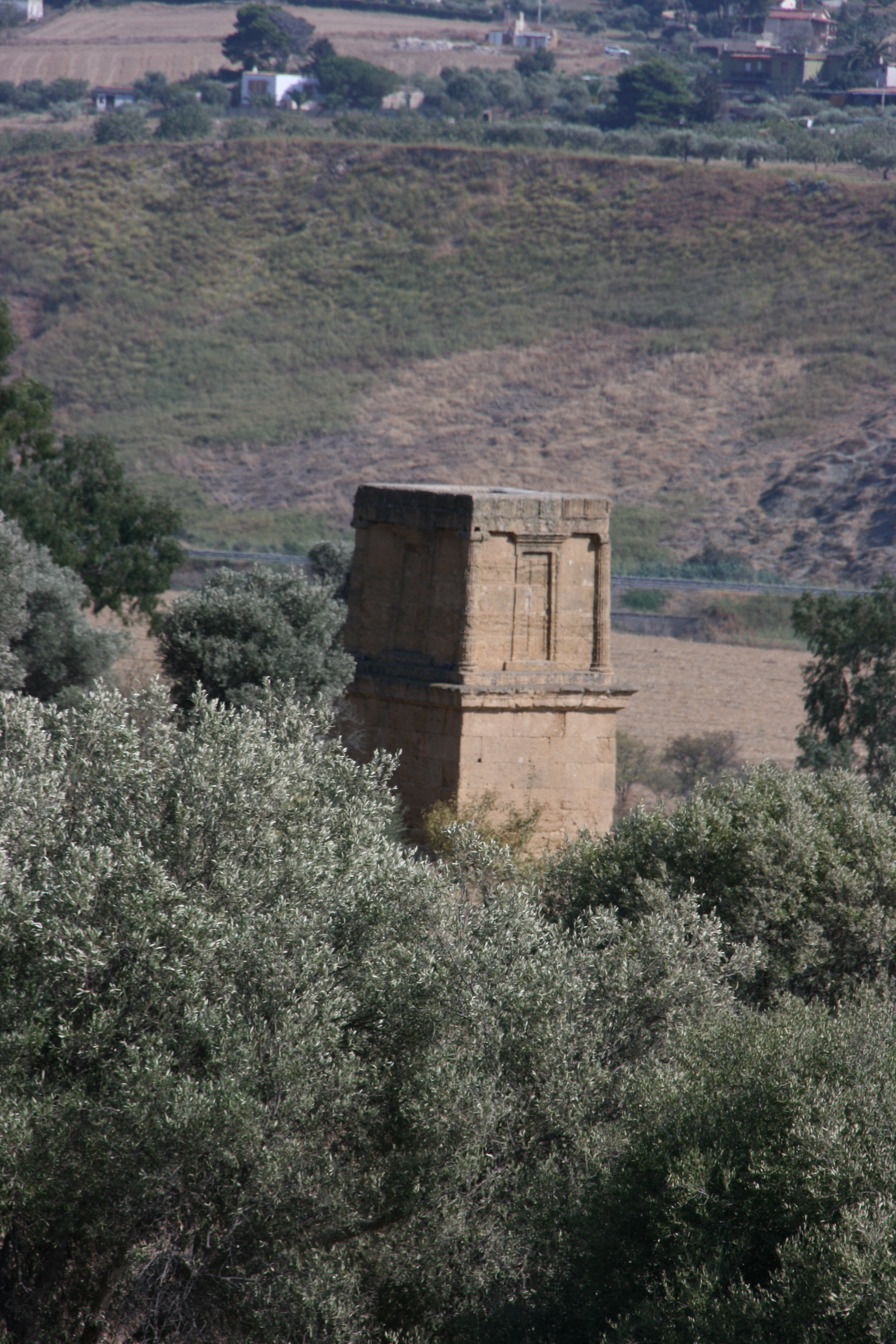
Tombe van Theroon (volgens de overlevering)

Theroon (Oudgrieks: Θήρων) van Akragas, ook wel Theroon I genoemd, was een Grieks staatsman uit Groot-Griekenland, die leefde in de 5e eeuw v.Chr.
Theron trok ten oorlog tegen de stad Selinunte en de tiran van de stad Himera, Terillus. Die laatste, verbannen uit zijn stad, smeede daarvoor een alliantie met Carthago, via zijn schoonzoon, Anaxilas, de tiran van Rhegium. Theron belegerde en bezette met zijn troepen Himera, maar werd toen zelf belegerd door het Carthaagse leger, geassisteerd door Terillus. In 480 voor Chr. won Theron, met de steun van zijn schoonzoon Gelo, de Slag bij Himera, tegen de Carthagers en hun bondgenoten. Tijdens de heerschappij van Theron, vormde Acragas samen met Syracuse en Selinunte een soort ‘triumviraat’ dat heerste over Grieks Sicilië. Theron stierf in 473 voor Chr., en werd opgevolgd door zijn zoon Thrasydaeus, voordat die verslagen werd door Gelo’s broer en opvolger, Hiero I van Syracuse. Na die nederlaag, kwam Acragas onder de controle van Syracuse.
De oud-Griekse dichter Pindarus schreef twee Olympische oden (2&3) ter ere van Theron, beide voor diens overwinning in het wagenrennen op de Olympische Spelen. Ook een andere Griekse dichter, Simonides verbleef aan het hof van Theron.